# Oldendorf (Appel)
Oldendorf gehört zur Gemeinde Appel im Landkreis Harburg in Niedersachsen (Deutschland).

## Geografische Lage
Der Ort liegt nördlich der Bundesautobahn 1 zwischen der Abfahrt Hollenstedt und Rade. 
Oldendorf liegt des Weiteren an der bekannten Fischteichkette von Appel nach Appelbeck. Naturräumlich liegt Oldendorf am Südostrand der Apenser Lehmgeest am Übergang zu den Schwarzen Bergen.

## Agrarindustrie
In Oldendorf wird Ackerbau und Viehzucht (hauptsächlich Schweine) betrieben.

## Verkehr
Der Radfernweg Hamburg–Bremen führt von Ohlenbüttel durch Oldendorf weiter nach Appel. 
Koordinaten: 53° 23′ N, 9° 45′ O